# Cyclocybe aegerita
Опеньок тополиний (Cyclocybe aegerita) — вид грибів роду Cyclocybe. Сучасну біномінальну назву надано у 2014 році.

## Будова
Шапинка гладенька бежева з жовтуватим центром — 4-12 см. З часом вона зморщується та розтріскується. Пластини блідо-коричневі, прирослі до ніжки. Споровий порошок коричневий. Кільце на ніжці швидко всихає. Ніжка біла, сірувата при основі, покрита маленькими волокнами — до 12 см. Блідий м'якуш приємно пахне.

## Життєвий цикл
Плодові тіла з'являються у травні — листопаді.

## Поширення та середовище існування
У диких умовах росте групами на пеньках та стовбурах тополі.

## Практичне використання
Гриб їстівний, вирощують у промислових масштабах. Широко використовується в китайській кухні сушеним та свіжим.

## Галерея

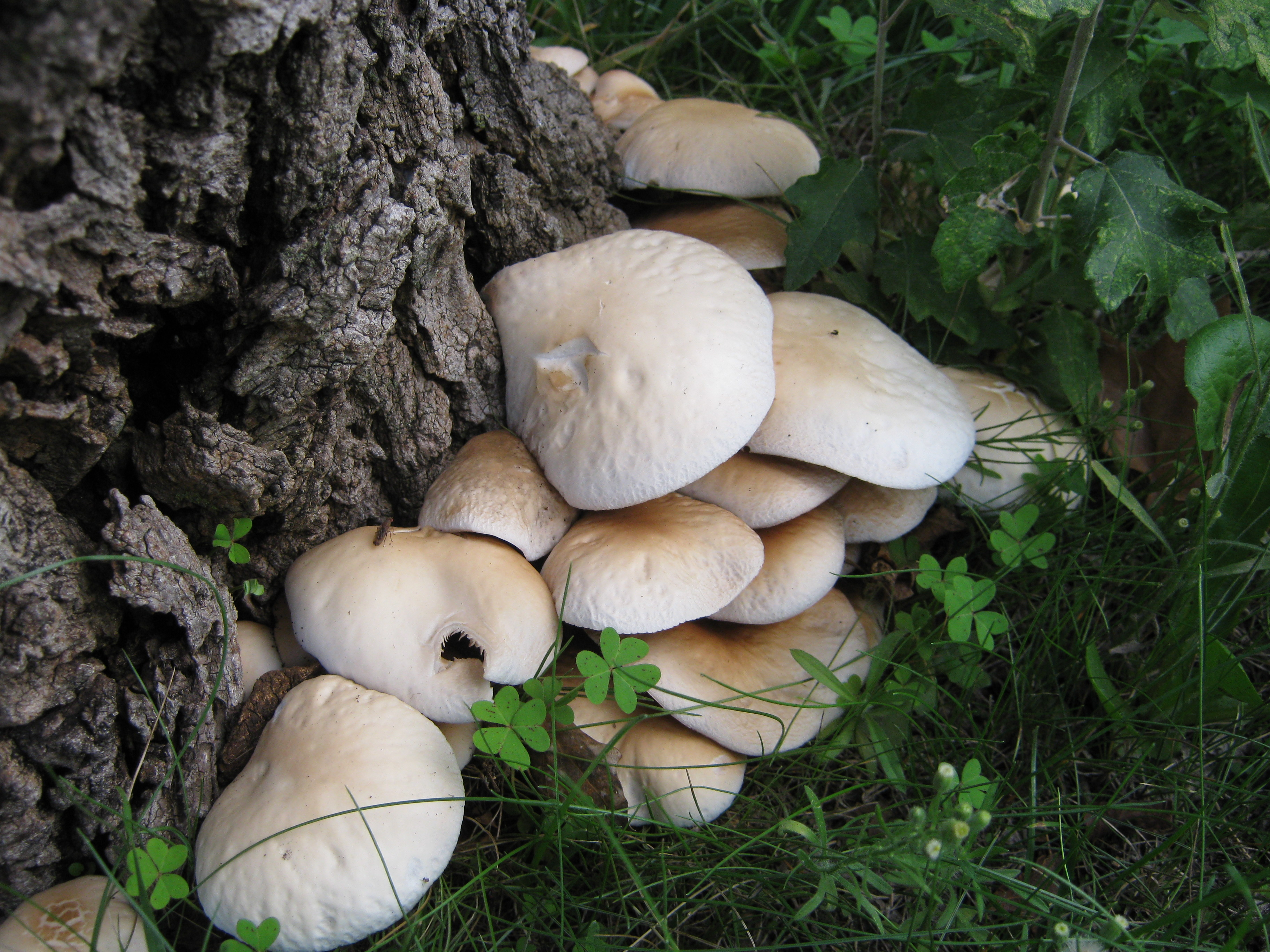
Група грибів на дереві
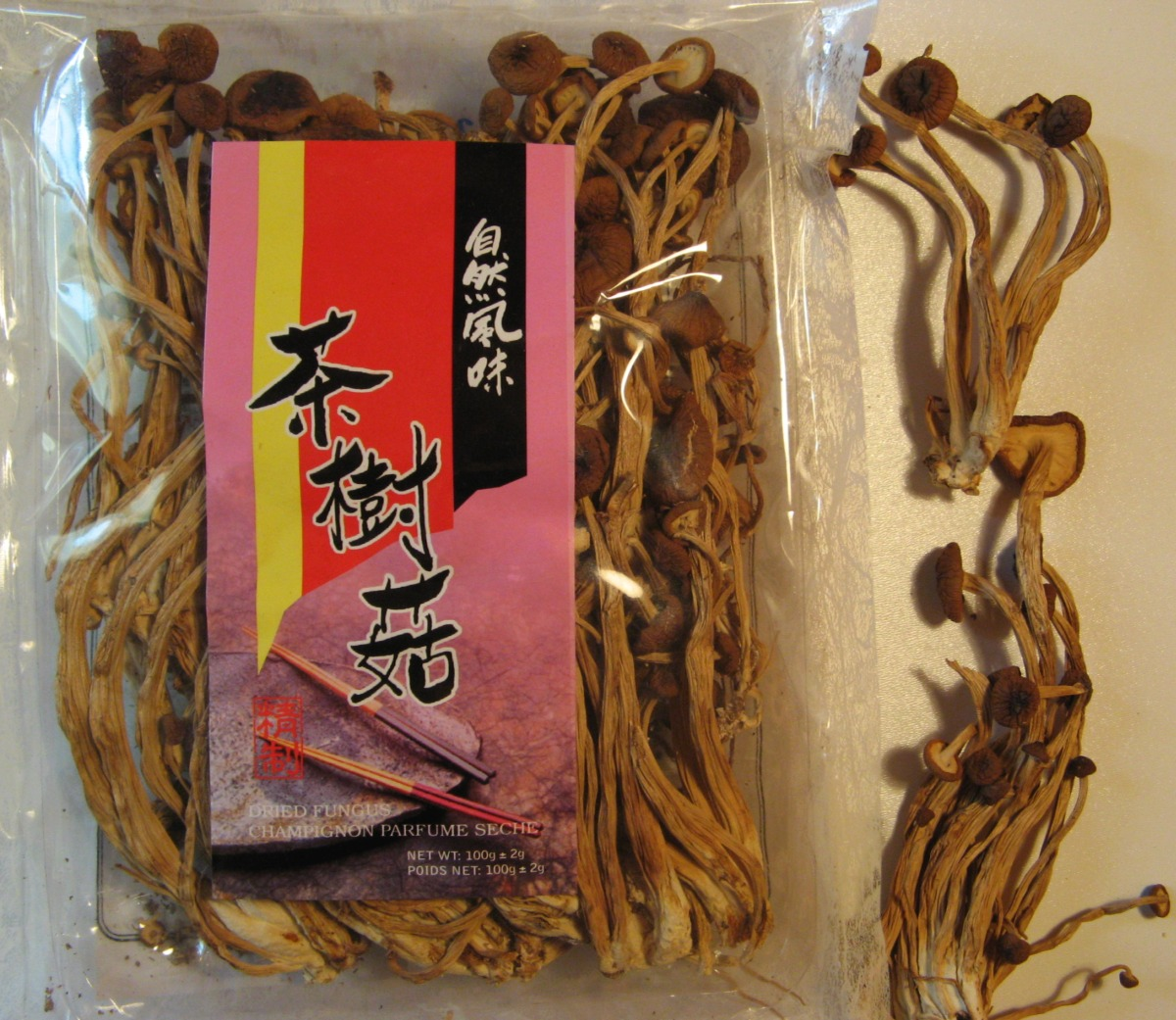
Сушені гриби в упаковці
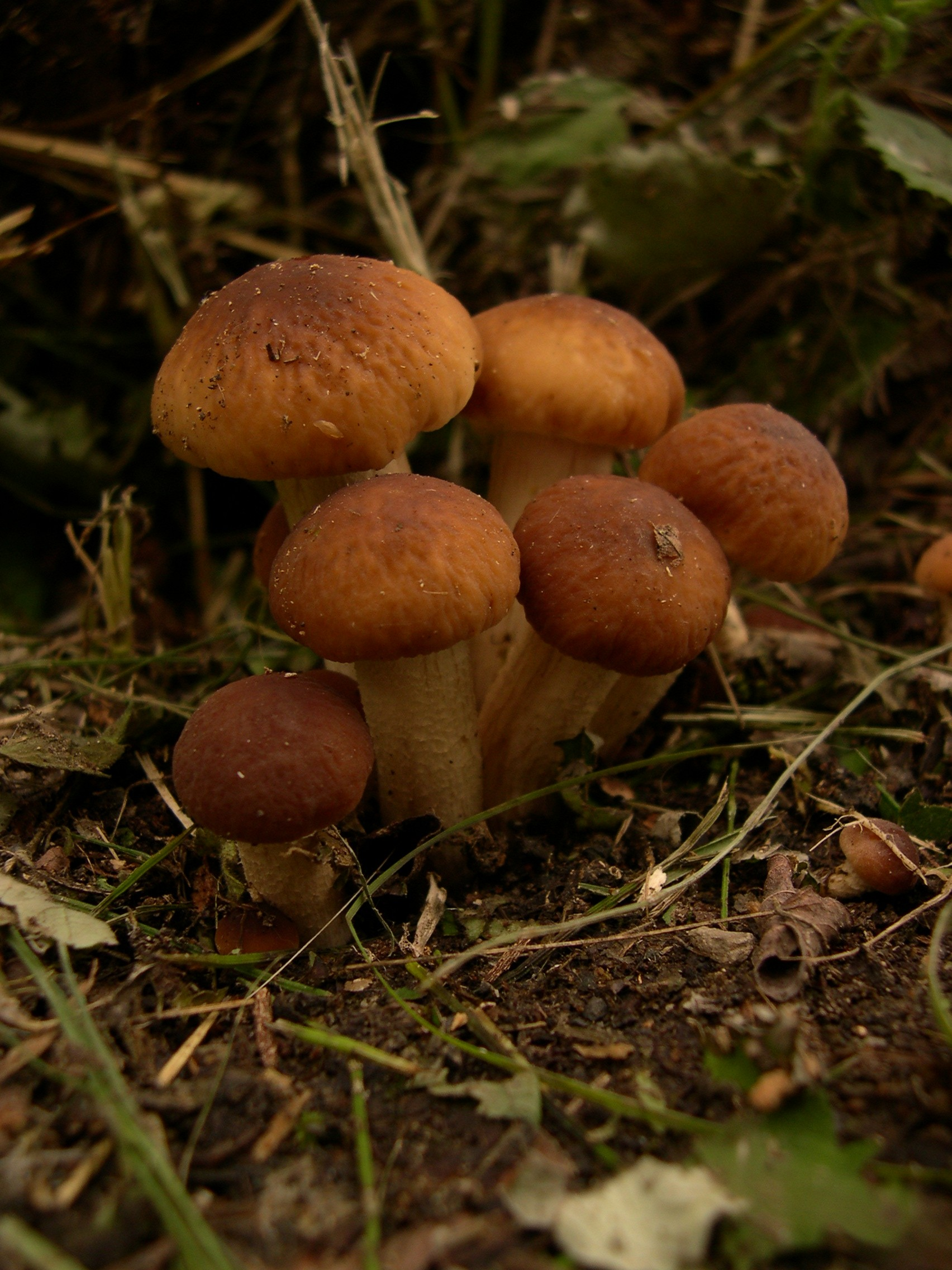
Молоді гриби